# Platja de l'Estanyet
La Platja de l'Estanyet és una platja del municipi d'Alcanar a la comarca del Montsià (Catalunya). Té una longitud de 800 metres i una amplada mitjana de 40 metres, formada per còdols.
És una de les platges més verges de tot el litoral d'Alcanar. Està situada entre la Platja del Marjal i les de les partides del Camaril o Sòl de Riu. La seua costa, molt rocosa, fa d'aquesta, una platja esplèndida per a la pràctica del submarinisme. A diferència d'altres platges de la costa d'Alcanar aquesta platja no té la categoria de bandera blava.
En aquesta platja es poden trobar dos búnquers de la Guerra Civil Espanyola, construïts per l'exèrcit republicà per defensar-se d'un eventual atac feixista des de les Illes Balears. El 2020 aquests nius de metralladores van ser traslladats a 20 metres de la costa, per tal de garantir la seva conservació.